# Міністерство лісового господарства Української РСР
Міністерство лісового господарства Української РСР — союзно-республіканське міністерство, входило до системи органів лісового господарства СРСР і підлягало в своїй діяльності Раді Міністрів УРСР і Міністерству лісового господарства СРСР.

## Історія
Створене 23 червня 1947 року. У 1953 році розформоване. Знову утворене 4 травня 1966 року. 

## Міністри лісового господарства УРСР
- Черников Степан Іванович (1947—1949)
- Солдатов Анатолій Гаврилович (1949—1953)

- Лук'янов Борис Миколайович (1966—1979)
- Байтала Василь Дем'янович (1979—1987)
- Самоплавський Валерій Іванович (1987—1994)